# 허드슨 모터 카 컴퍼니

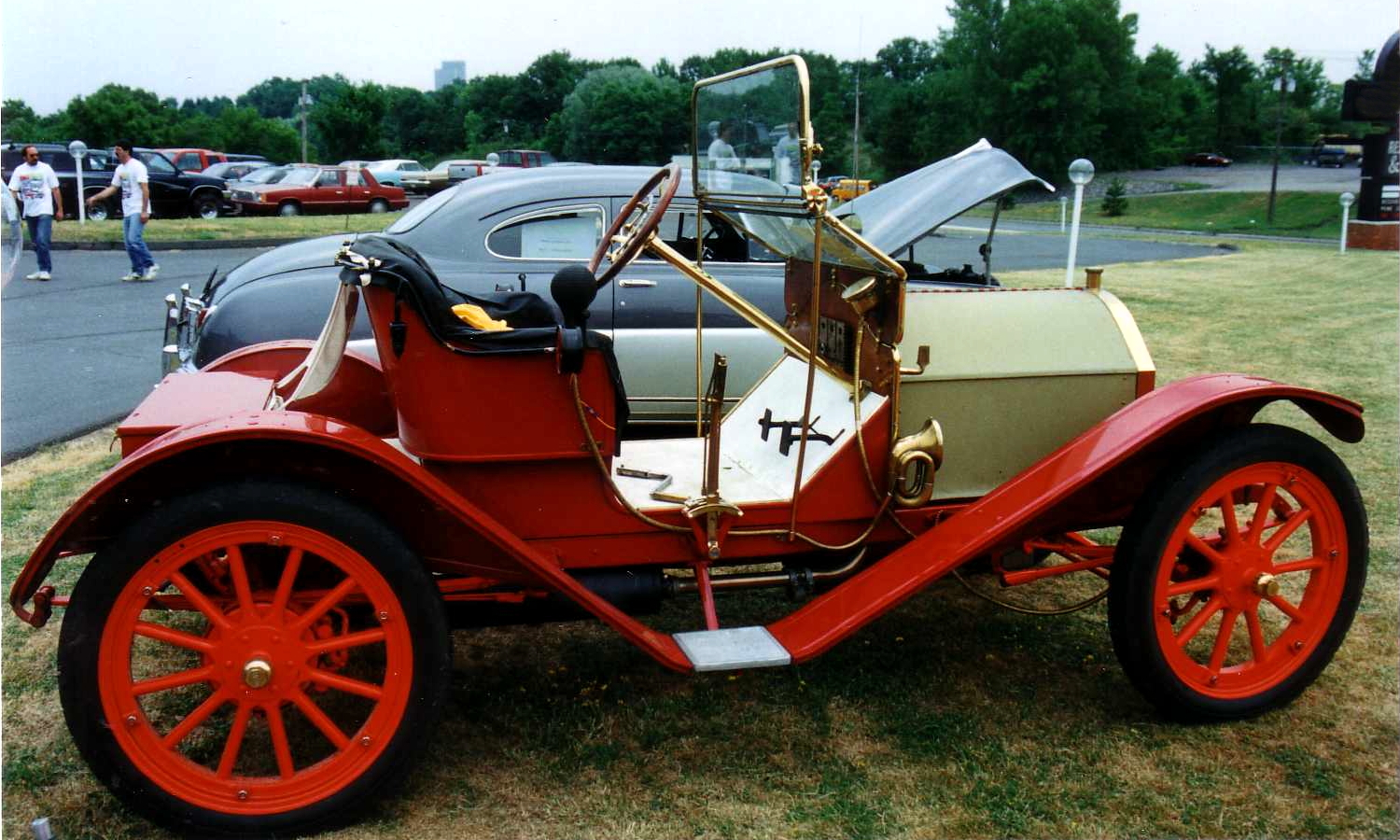
1910 Hudson Model 20 Roadster

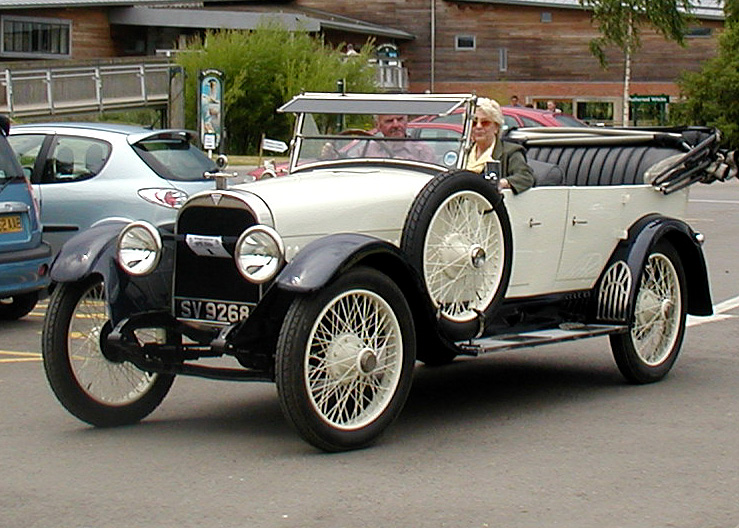
1917 Hudson Phaeton

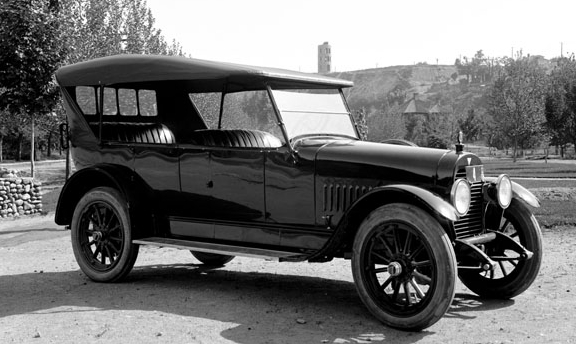
1919 Hudson Phantom, 1919 photo

허드슨 모터 카 컴퍼니(Hudson Motor Car Company)는 1909년부터 1954년까지 미국 미시간주 디트로이트에서 허드슨과 기타 브랜드 자동차를 만든 단체이다. 1954년, 허드슨은 내시 켈비네이터와 합병하여 아메리칸 모터스 코퍼레이션(AMC)을 설립하기에 이른다.
'허드슨'이라는 이름은 디트로이트의 백화점 기업가이자 허드슨스 백화점의 설립자인 조지프 L. 허드슨에서 기원한다. 허드슨은 이 이름의 사용권을 허드슨 모터 카 컴퍼니에 부여하였고 해당 이름은 1957년 모델을 통해 계속해오다가 사용이 중단되었다.